# Стентон (Північна Дакота)
Стентон (англ. Stanton) — місто (англ. city) в США, в окрузі Мерсер штату Північна Дакота. Населення — 368 осіб (2020).

## Географія
Стентон розташований за координатами 47°18′59″ пн. ш. 101°23′2″ зх. д. / 47.31639° пн. ш. 101.38389° зх. д. (47.316399, -101.383899).  За даними Бюро перепису населення США в 2010 році місто мало площу 1,23 км², з яких 1,23 км² — суходіл та 0,00 км² — водойми. В 2017 році площа становила 0,92 км², з яких 0,92 км² — суходіл та 0,00 км² — водойми.

## Демографія
Згідно з переписом 2010 року, у місті мешкало 366 осіб у 166 домогосподарствах у складі 113 родин. Густота населення становила 297 осіб/км².  Було 198 помешкань (161/км²).
Расовий склад населення:
| - 97,3 % — білих - 0,3 % — корінних американців - 0,3 % — азіатів |

До двох чи більше рас належало 2,2 %. Частка іспаномовних становила 0,3 % від усіх жителів.
За віковим діапазоном населення розподілялося таким чином: 18,0 % — особи молодші 18 років, 64,2 % — особи у віці 18—64 років, 17,8 % — особи у віці 65 років та старші. Медіана віку мешканця становила 48,5 року. На 100 осіб жіночої статі у місті припадало 104,5 чоловіків;  на 100 жінок у віці від 18 років та старших — 112,8 чоловіків також старших 18 років.
Середній дохід на одне домашнє господарство  становив 66 737 доларів США (медіана — 56 000), а середній дохід на одну сім'ю — 81 810 доларів (медіана — 72 500). За межею бідності перебувало 0,8 % осіб, у тому числі 0,0 % дітей у віці до 18 років та 1,0 % осіб у віці 65 років та старших.
Цивільне працевлаштоване населення становило 161 особа. Основні галузі зайнятості: транспорт — 23,0 %, будівництво — 18,6 %, мистецтво, розваги та відпочинок — 15,5 %, освіта, охорона здоров'я та соціальна допомога — 14,3 %.